# Nneka
Nneka, Nneka Lucia Egbuna (Warri, 1980. december 24. –) nigériai születésű, Németországban élő énekesnő, dalszerző. A soul, hiphop, R&B, afrobeat, reggae műfajaiban egyaránt otthonos. 2003-ban mutatkozott be a nagyközönségnek Hamburgban. Angolul és hazája egyik törzsi nyelvén énekel (igbó).
Nneka partnerei között volt már Massive Attack, Lenny Kravitz, Tricky, Ziggy Marley, Ms. Dynamite, Keziah Jones és Sena is.
Nigériában született és nőtt fel. Apja nigériai, anyja német. Gyermekkorában felfigyeltek vonzalmára a zene iránt. Iskolai és templomi kórusokban énekelt. Tizennyolc éves korában Hamburgba költözött, ahol antropológiát tanult az egyetemen, majd professzionális zenésszé vált. Bár Németországban él, gyakran látogat haza, Nigériába.
Nneka fellépett már a Szigeten és 2015. április 16-án fellépett a budapesti Akvárium Klubban is.

## Albumok
- 2005: Victim of Truth
- 2008: No Longer at Ease
- 2010: Concrete Jungle
- 2012: Soul Is Heavy
- 2015: My Fairy Tales
- 2021: Maya
- 2022: Love Supreme

## Live in Berlin 2015

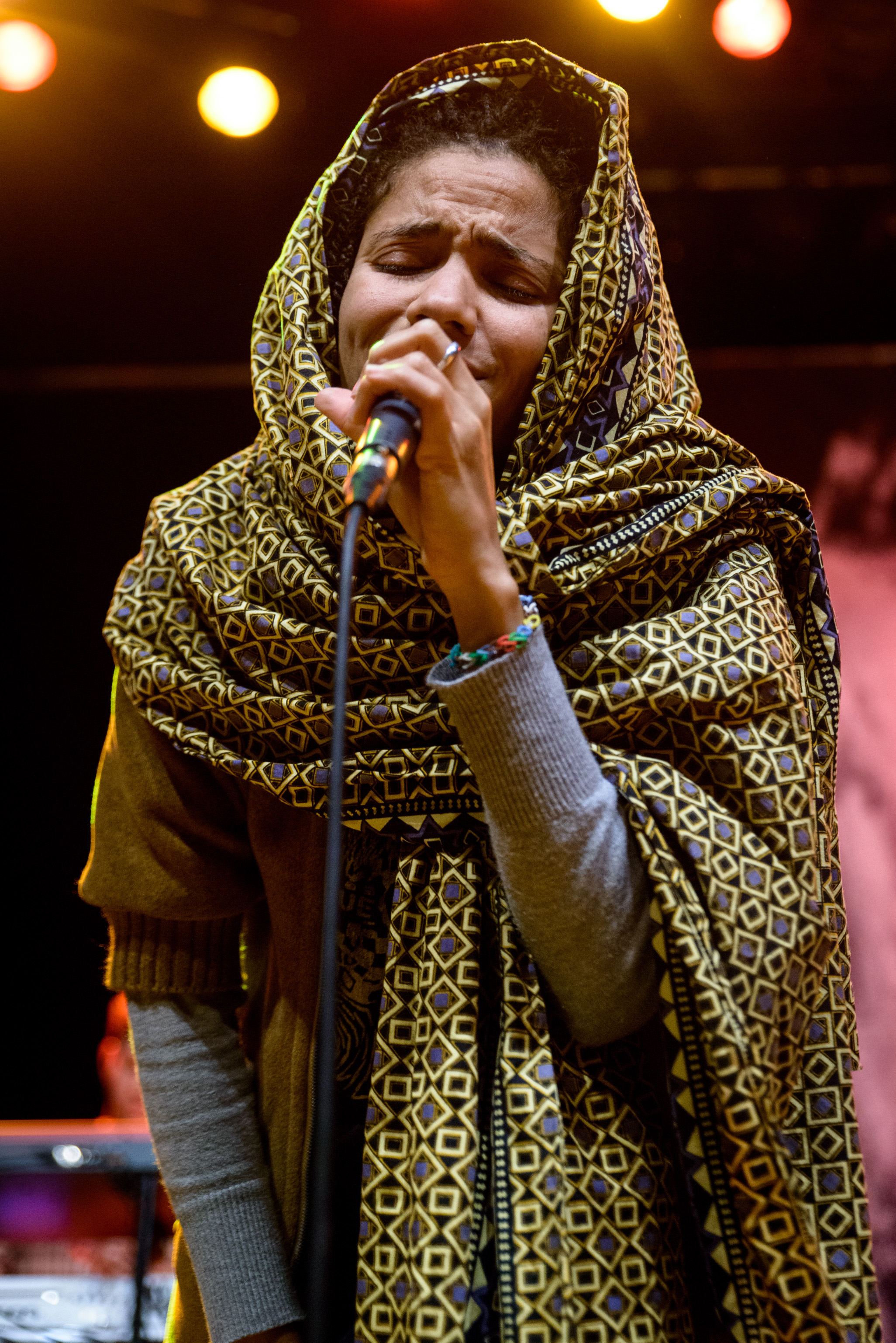

- Live in Berlin 2015